# Lobogeniates sinopensis
Lobogeniates sinopensis är en skalbaggsart som beskrevs av Frey 1976. Lobogeniates sinopensis ingår i släktet Lobogeniates och familjen Rutelidae. Inga underarter finns listade i Catalogue of Life.